# 모요 말콤쓰요시
모요 말콤쓰요시(일본어: モヨ マルコム強志, 2001년 6월 3일~)는 일본의 축구 선수이다.

## 구단 경력
그는 2024년 J2리그의 V-파렌 나가사키에 입단했다. 8월 후지에다 MYFC로 임대 이적했다. 2025년 V-파렌 나가사키로 복귀했다. 2월 포르티모넨스 SC로 임대 이적했다. 8월 J2리그의 도쿠시마 보르티스로 이적했다.